# Pico do Bispo
O Pico do Bispo é uma elevação portuguesa localizada no concelho de Ponta Delgada, ilha de São Miguel, arquipélago dos Açores.
Este acidente geológico tem o seu ponto mais elevado a 273 metros de altitude acima do nível do mar e encontra-se nas proximidades do Pico de Roma, do Pico do Cascalho e do Pico da Batalha.